# Grady (Nowy Meksyk)
Grady – wieś w Stanach Zjednoczonych, w stanie Nowy Meksyk, w hrabstwie Curry.